# 道恩·威爾斯
道恩·威爾斯（英語：Dawn Elberta Wells，1938年10月18日—2020年12月30日），美國女演員，在《蓋里甘的島》中飾演瑪麗·安·薩默斯最為人熟悉。她在2020年死於武漢肺炎，終年82歲。